# Madonna del pozzo (Franciabigio)
La Madonna del pozzo, tavola del pittore fiorentino Franciabigio - pseudonimo di Francesco di Cristofano (30 gennaio 1484-24 gennaio 1525), è conosciuta anche col titolo Madonna col Bambino e San Giovannino.

## Descrizione
Agli Uffizi questa tavola, che ha perduto la sua cornice originale, è presentata entro una cornice ottocentesca, dorata e con motivi vegetali realizzati in pastiglia. Prima del 1666 la Madonna del pozzo  si trovava nella collezione del cardinale Carlo de' Medici e quell'anno fu elencata tra i beni del defunto cardinale e arrivò nelle collezioni degli Uffizi. 
Attribuita, in epoche diverse e da storici dell'arte diversi, a molti diversi autori - Andrea del Sarto, Raffaello Sanzio, Giuliano Bugiardini, Ridolfo del Ghirlandaio, Pier Francesco Foschi - oggi è assegnata al Franciabigio. Un altro dipinto, dello stesso autore e con identico titolo si trova a Vienna, al Kunsthistorisches Museum.
Il San Giovannino ha nelle mani un cartiglio con la scritta: Ecce Agnus Dei. Il titolo della tavola deriva da un pozzo che si vede sullo sfondo - accanto ad una casa bianca - dove donne attingono l'acqua. Un ameno, dolce paesaggio si apre intorno alla figura della Madonna che tiene in braccio il Bambino ed è rivolta verso il piccolo san Giovanni. La Madonna e san Giovannino poggiano i piedi sopra un verde prato, con fiorellini.
Gli storici dell'arte Crowe e Cavalcaselle hanno suggerito che questa tavola è proprio quella su cui Giorgio Vasari aveva scritto che era stata commissionata per una cappella della chiesa di San Pier Maggiore, poi individuata come la cappella degli Albizzi.

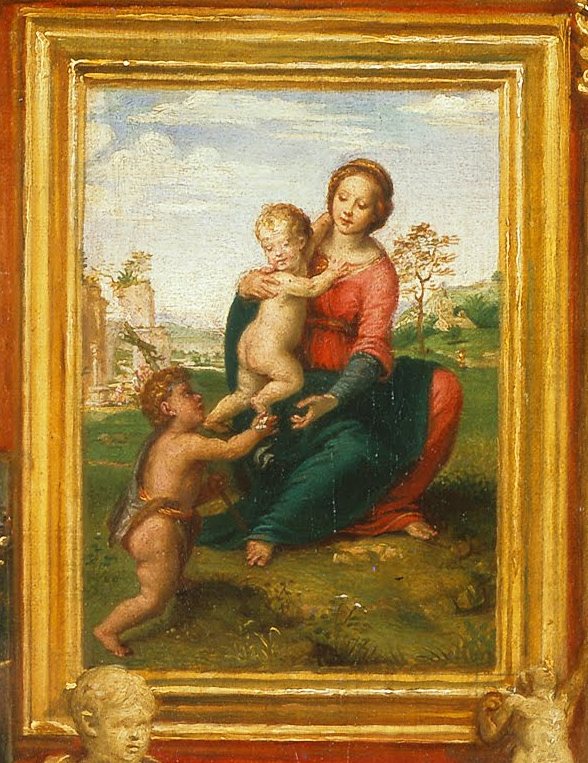
Johan Zoffany - Tribuna degli Uffizi - Franciabigio

Sulla esatta datazione la critica non è concorde. Susan Regan McKillop l'assegna al 1517-1518.
La Madonna del pozzo, insieme ad altre opere d'arte allora presenti agli Uffizi, è riprodotta nel dipinto Tribuna degli Uffizi di Johann Zoffany, del 1776. Davanti alla Madonna del pozzo del Franciabigio, Zoffany ha dipinto due sculture, ancora oggi conservate agli Uffizi: il busto moderno di marmi policromi con la testa d'epoca romana nota come Nerone bambino e l'Amorino arciere di epoca romana.